# Sekurus-Mobilbau
Sekurus-Mobilbau war ein deutscher Hersteller von Automobilen.

## Unternehmensgeschichte
Das Unternehmen aus Berlin begann 1906 unter Leitung von Max Ortmann mit der Produktion von Automobilen. Der Markenname lautete Sekurus. Im gleichen Jahr endete die Produktion.

## Fahrzeuge
Das Unternehmen stellte Dreiräder her. Für den Antrieb sorgte ein Einzylindermotor. Das Getriebe verfügte über zwei Gänge. Zur Steuerung diente nur auf Wunsch ein Lenkrad. Besonderheit war die auswechselbare Karosserie. Auf diese Weise war es möglich, das Fahrzeug entweder als Personenwagen oder als Gepäckwagen zu nutzen.